# Шпачинский, Эразм Корнелиевич
Эразм Корнелиевич Шпачинский (1848, Каменец-Подольский — 19 ноября [2 декабря] 1912, Лодзь, Петроковская губерния) — русский математик и физик, основатель журнала «Вестник опытной физики и элементарной математики».

## Биография
В 1866 году окончил Каменец-Подольскую классическую гимназию.
В 1868 году поступил на физико-математический факультет в Киеве. В 1873 году окончил университет и некоторое время оставался в Киеве. Получить профессорскую стипендию ему не удалось. Преподавал в гимназии в Любнах, спустя год был переведён в реальное училище в Кременчуг. В 1880 году вышел в отставку и возвратился в Киев.
21 августа 1886 года основал «Вестник опытной физики и элементарной математики» — продолжение «Журнала элементарной математики», издаваемого В. П. Ермаковым. В 1891 году получил должность столоначальника в канцелярии попечителя Одесского учебного округа и перенёс туда издание журнала.
В 1895—1900 годах преподавал математику и физику в 1-м Одесском реальном училище. Постепенно передал управление журналом В. А. Гернету.
В 1900 году перешёл в Лодзинское коммерческое училище.
Коллежский советник с 1901 года.
Скончался от воспаления лёгких.